# Katherine Waterston
Katherine Boyer Waterston (Westminster, 3 maart 1980) is een Amerikaanse actrice.

## Biografie
Katherine Waterston werd geboren als de dochter van fotomodel Lynn Louisa Woodruff en acteur Sam Waterston. Haar ouders waren werkzaam in Westminster (Londen) toen ze in 1980 geboren werd. Ze is de zus van actrice Elisabeth en regisseur Graham Waterston. Tevens is ze de halfzus van acteur James Waterston. Katherine zelf studeerde af aan de Tisch School of the Arts in New York.

### Acteercarrière
In 2007 maakte Waterston haar filmdebuut met de thriller Michael Clayton. Dat jaar speelde ze ook de hoofdrol in de onafhankelijke productie The Babysitters. In de daaropvolgende jaren had ze bijrollen in onder meer Robot & Frank (2012), Being Flynn (2012) en The Disappearance of Eleanor Rigby: Her (2013). In 2014 brak ze door met haar hoofdrol in Inherent Vice van regisseur Paul Thomas Anderson. Een jaar later vertolkte ze Chrisann Brennan, de vriendin van computeruitvinder Steve Jobs, in de biopic Steve Jobs van regisseur Danny Boyle.
In 2012 speelde Waterston ook vier afleveringen mee in de misdaadserie Boardwalk Empire. Ze speelde in de HBO-reeks de tweelingzus van het personage Richard Harrow.